# Kitura
Kitura è un framework per applicazioni web libero e open source scritto in Swift, sviluppato da IBM e sotto licenza Apache 2.0 . È un server HTTP e un framework web per scrivere applicazioni lato server in Swift.

## Caratteristiche
- URL routing (GET, POST, PUT, DELETE)
- FastCGI support
- JSON parsing
- Pluggable